# Jáma Julie
Jáma Julie byl černouhelný hlubinný důl v Lamperticích na Žacléřsku. Byl založen Janem Danielem Müllerem (1794–1875) v roce 1853.

## Historie
V roce 1844 koupil Jan Daniel Müller dolové míry Marie pomocné (Mariahilf mas) od Josefa Reicha v Žacléři včetně štoly Egidi za 36 000 tolarů.
V roce 1853 zarazil Jan Daniel Müller jámu Julie. Po otevření v roce 1855 měla hloubku 55 m a byla první jámou, která měla parní stroj o výkonu 16 HP a pracovalo na ni 65 mužů.
V roce 1860 daroval Jan Daniel Müller doly svým synům, kteří založili Kamenouhelné těžířstvo bratří Müllerů. V roce 1898 byl důl prodán Západočeskému báňskému akciovému spolku (ZBAS).
Po ukončení druhé světové války byly doly ZBAS dány pod národní správu a od 1. ledna 1946 byly znárodněny a začleněny pod národní podnik Východočeské uhelné doly (VUD). V roce 1950 doly na Žacléřsku byly sloučeny a přejmenovány na Důl Jan Šverma. Jáma Julie byla zlikvidována v roce 2005. Areál byl převeden v roce 1997 na firmu GEMEC s.r.o, využíván od roku 2000 společností GEMEC – UNION a.s. Jívka.

## Jáma
Jáma kruhového profilu původně o průměru 4,5 m vyhloubena do hloubky 425,6 m. Od roku 1978 byla postupně prohlubována až do hloubky 865,1 m. Od ohlubně (kóta +578,9 m n. m.) po 6. patro (kóta +153,32 m n. m.) byla jáma vyzděná cihelnou vyzdívkou,  průměr jámy byl 4,5 m. Od 6 patra po jámovou tůň byla jáma vyztužena litým betonem, měla průměr 6,5 m a nebyla vystrojena. Jáma Julie byla výdušnou jámou. Těžní budova byla postavena v roce 1900, těžní věž v roce 1903. V roce 1955 byl instalován elektrický těžní stroj typ 2B 3514 vyroben Závody V. I. Lenina v Plzni. V roce 2005 byla jáma uzavřena betonovým povalem o tloušťce 8 m.

## Hornický skanzen Žacléř
Dne 6. listopadu 2000 byla jáma Julie s těžní budovou a těžní věží, strojovnou s těžním strojem prohlášená kulturní památkou ČR. Od roku 2012 je součástí Hornického skanzenu Žacléř. Je možné prohlédnout zařízení ventilátorovny, projít větrním kanálem nebo vystoupit na těžní věž jámy Jan.